# Municipalité du district de Mažeikiai
La municipalité du district de Mažeikiai (en lituanien : Mažeikių rajono savivaldybė) est l'une des soixante municipalités de Lituanie. Son chef-lieu est Mažeikiai.

## Seniūnijos de la municipalité du district de Mažeikiai
- Laižuvos seniūnija (Laižuva)
- Mažeikių seniūnija (Mažeikiai)
- Mažeikių apylinkės seniūnija (Mažeikiai)

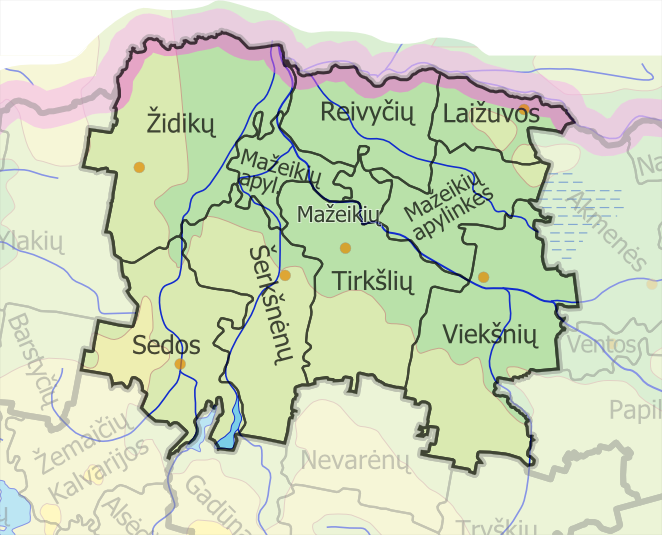
Seniūnijos de la municipalité du district de Mažeikiai.

- Reivyčių seniūnija (Mažeikiai)
- Sedos seniūnija (Seda)
- Šerkšnėnų seniūnija (Šerkšnėnai)
- Tirkšlių seniūnija (Tirkšliai)
- Viekšnių seniūnija (Viekšniai)
- Židikų seniūnija (Židikai)